# Fernando Loyola
Fernando Loyola y Fernández de Jáuregui (Juriquilla, Querétaro, 24 de agosto de 1873 – Querétaro, 25 de julio de 1951) fue un administrador, agricultor, inventor, pianista y compositor mexicano de la primera parte del siglo XX. Hijo de Bernabé Loyola, administrador de la Hacienda de Juriquilla, y de Catalina Fernández de Jáuregui, hija de Timoteo Fernández de Jauregui, dueño de la misma hacienda. Se casó en 1913 con Leonor Urquiza Figueroa, hija de los dueños de la Hacienda Jurica, con quien tuvo dos hijos, Fernando y Santiago. Inició sus estudios musicales a temprana edad, tomando clases particulares de piano con el maestro Guerrero y posteriormente con el maestro Miguel Romillo. No realizó estudios formales de composición, pero recibió instrucción en la materia por parte del Presbítero José Guadalupe Velázquez y del maestro Agustín González, fundadores y directores de la Escuela de Música Sacra de Querétaro, y posteriormente del Presbítero Cirilo Conejo Roldán, fundador del Conservatorio "José Guadalupe Velázquez" de Querétaro Archivado el 9 de julio de 2015 en Wayback Machine., institución en la que fungió como director.
Paralelamente a su actividad como administrador de la hacienda, dedicó su vida a componer y enseñar música. Fundó y patrocinó una academia de música en el museo regional de Querétaro, labor por la que se le conoce como "Apóstol de la Música". Inventó y patentó varios artefactos relacionados con el quehacer musical y la siembra. Escribió música de salón, de concierto y música para las festividades de la Iglesia Católica. El estilo de sus composiciones corresponde al romanticismo tardío, inspiradas principalmente por la obra de Chopin, Liszt y Schumann.
Le sobreviven algunos de sus alumnos, como Fernando Galván, Gabriel Juárez (organista de la Catedral de Querétaro), Felipe Ramírez Ramírez (organista de la Catedral Metropolitana e investigador en el CENIDIM del INBA) y Aurelio Olvera (director de la banda sinfónica del Estado de Querétaro).

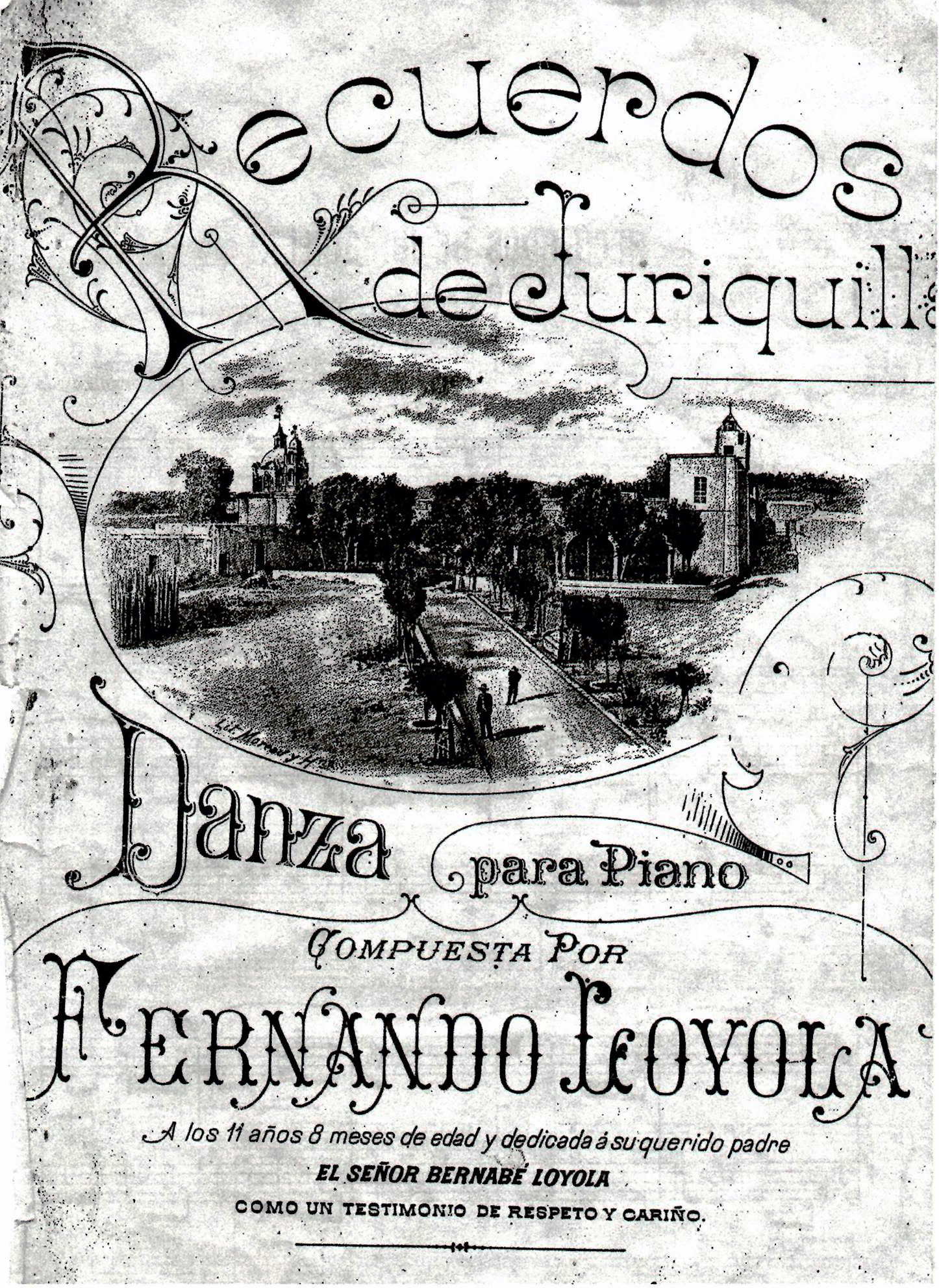
Portada de Recuerdos de Juriquilla - Danza para piano. Primera composición de Fernando Loyola (1885).

## Catálogo de obras

### Música Instrumental
| Obra                                  | Año  |
| ------------------------------------- | ---- |
| Recuerdos de Juriquilla               | 1885 |
| Mazurca para violín y piano           | 1935 |
| Meditación para violín y piano        | 1937 |
| La hilandera                          | 1938 |
| Ficciones Neo-paganas                 | 1939 |
| Himno al Sagrado Corazón              | 1941 |
| Rondó para violín y piano             | 1942 |
| Melodía para violín y piano           | 1944 |
| El sol y el viento                    | 1940 |
| Concierto en Re para piano y orquesta | 1940 |
| Pajarillo hermano                     | 1941 |
| Los violines A.R.A.                   | 1941 |
| Andante                               | 1942 |
| Cantar                                | 1943 |
| La brisa                              | ---- |

### Música para canto y piano
| Obra                                         | Año  |
| -------------------------------------------- | ---- |
| Ave María                                    | 1917 |
| Ave María                                    | 1941 |
| Alma Mía                                     | 1935 |
| Jesús con María                              | 1935 |
| Madre mía de los dolores                     | 1935 |
| Serenata para tenor                          | 1938 |
| Mariposas                                    | 1940 |
| A una avecilla                               | 1942 |
| Himno oficial de la acción católica mexicana | 1943 |
| El canto del zenzontle                       | 1944 |
| Cantar para soprano y piano                  | 1944 |
| Himno a la madre                             | 1944 |

### Música para piano solo
| Obra                          | Año  |
| ----------------------------- | ---- |
| Nocturno                      | 1894 |
| Mazurca "Anita"               | 1896 |
| Capricho                      | 1898 |
| Mazurca                       | 1903 |
| Lejos de ti                   | 1904 |
| Tarantela                     | 1934 |
| Impromptu                     | 1935 |
| Barcarola                     | 1935 |
| Tarantela                     | 1938 |
| Cuentos                       | 1938 |
| Estudio contrastado           | 1939 |
| Sonata en do menor para piano | 1942 |
| Patinando                     | 1942 |
| Juegos de agua                | 1943 |
| Impromptu                     | 1944 |
| Gavota                        | 1944 |
| Barcarola                     | 1944 |
| Sonatina No. 1                | 1948 |
| Preludio                      | ---- |
| Estudio No. 1                 | 1942 |
| Álbum                         | 1938 |